# جو کرکنل (بازیکن فوتبال)
جو کرکنل (انگلیسی: Joe Cracknell؛ زادهٔ ۲۸ سپتامبر ۱۹۹۴) بازیکن فوتبال است.
از باشگاه‌هایی که در آن بازی کرده‌است می‌توان به باشگاه فوتبال برافورد پارک آونیو، باشگاه فوتبال هال سیتی، باشگاه فوتبال اسکاربرو اتلتیک، باشگاه فوتبال هروگیت تاون، و باشگاه فوتبال برادفورد سیتی اشاره کرد.